# 馬赫尼夫卡 (文尼察區)
49°11′26″N 28°9′15″E / 49.19056°N 28.15417°E
馬赫尼夫卡（烏克蘭語：Махнівка）是位於烏克蘭西南部文尼察州文尼察區的村莊，面積1.23平方公里，2001年人口619，人口密度每平方公里503.25人。